# イ・ミンホ
イ・ミンホ（이민호、李敏鎬 、1987年6月22日 - ）は、韓国の俳優。本貫は慶州李氏。ソウル特別市出身。建国大学校映画芸術学科卒業。身長187cm。

## 人物・生い立ち
1987年、ソウル特別市に生まれる。兄弟は姉がいる。
子供の頃からサッカーが上手く、「チャ・ボムグン（元サッカー韓国代表）のサッカー教室」でサッカーをやっていたが、小学校5年生の時にけがを負いサッカー選手としての道を諦める。
俳優のチョン・イルは高校時代の同級生で親友である。現在は、キム・ボムを入れた3人で仲が良い。
韓国のみならず海外でも高い人気を誇り、フォロワー数2928万人のInstagram（2022年4月30日時点）を始め、SNSのフォロワー数が2020年6月時点で韓国俳優で1位を記録している。

## 来歴
2003年、ドラマ『四捨五入』で俳優デビュー。その後『ノンストップ5』、『恋するレシピ』、『秘密の校庭』といったドラマに出演していくが、2006年、交通事故で重傷を負い一年間活動を休止する（後述）。
2007年、復帰作となったSBSドラマ『走れサバ!』で初主演を務め、知名度を上げていく。
2009年にKBSで制作されたドラマ『花より男子〜Boys Over Flowers』でク・ジュンピョ役（日本オリジナル版では道明寺司）に大抜擢されると、一躍スターの座を掴む。第45回百想芸術大賞テレビ部門男性新人演技賞を受賞した。
2011年に主演した『シティーハンター in Seoul』がアジアで大ヒットし、『花より男子』とともにヨーロッパでも放映されると、フランスで行われた2011年最高の韓国男性俳優を選ぶ投票で32人の男性俳優の中で1位となるなど、海外での人気も高めていく。日本でも2012年、共同通信で発売している雑誌「もっと知りたい！韓国TVドラマ」で実施した最高の韓流スターを選ぶ投票で1位となった。2012年8月、中国・上海のマダム・タッソー蝋人形館で蝋人形が制作される。2013年、中国の第12回星尚大典授賞式でアジア最高人気賞を受賞した。2013年、主演した『相続者たち』も高視聴率を記録しブームを巻き起こす。

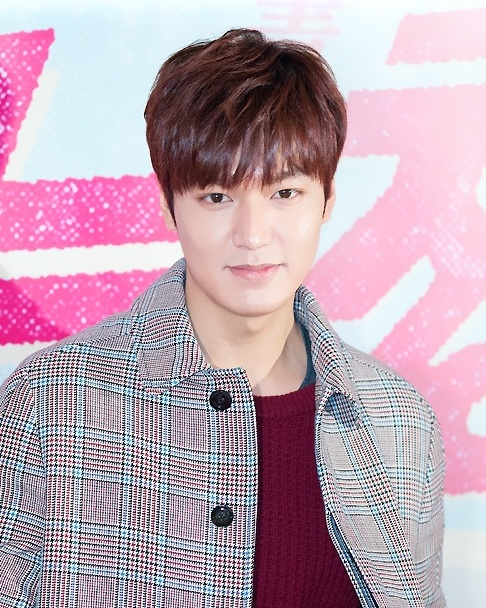
2014年のイ・ミンホ

ドラマを中心に活躍し人気を集めていたが、2015年、映画『江南1970』で映画初主演を務める。
2016年1月25日、パシフィコ横浜でトークコンサート『MINOZ WORLD　－MINOZ MANSION－』を開催し、約1万人のファンが集まった。
同年5月4日、MYMエンターテインメントに所属事務所を移籍したことを発表。MYMエンターテイメントはイ・ミンホの実姉とそれまでの所属事務所スターハウスエンターテインメントの代表が設立した新会社となる。
同年、『青い海の伝説』で3年ぶりにテレビドラマに主演。最高視聴率は21％を記録した。
2020年、兵役を経て『ザ・キング:永遠の君主』で俳優復帰。Netflixを通じて世界190ヶ国で配信されるとアジアを中心に、多くの国で視聴ランキング1位を獲得した。

## 交通事故・怪我の影響
2006年、友人のチョン・イルと旅行中に車で移動していた際に、飲酒運転の車がセンターラインを越えて正面衝突し、チョン・イルとともに重傷を負ってしまう。内腿と足首、右膝の軟骨の骨折により全治7か月の診断を受け、6ヶ月ものあいだ入院し、2007年に復帰作として出演した『走れサバ!』ではサッカーをしている主人公の役だったが鎮痛剤を飲みながら演じた。2009年にソウルの病院で右太ももや膝に打ち込んだ固定器の除去手術を受けた。2011年、『シティーハンター in Seoul』の撮影中にも車両事故により救急搬送されたが、この時は大きな怪我はなかった。2006年の事故の怪我が原因で、兵役では徴兵身体検査の判定により軍務には就かず、2017年5月から2019年4月まで社会服務要員として勤務した。

## 寄付・チャリティ活動
2012年3月にモデルを務める家具ブランドと手を組み、制作・デザインした家具を発売し、3ヶ月間、限定1000組だけ販売され、売上金はイ・ミンホと「Jangin家具」の共同名前で社会福祉団体に寄付された。
2013年、ドラマ『相続者たち』の中でイ・ミンホが着用した衣装数十着がチャリティオークションに出品され、収益金の全額が生活に困っている人への助け合い基金として寄付された。
2014年から、ファンと一緒に様々な社会貢献活動を展開していく目的で寄付プラットホーム『PROMIZ』を設立し、飲料水不足で苦しんでいる子供たちを助ける井戸プロジェクトや養子縁組待機児童のミルクを支援するプロジェクトなど、ファンとともに様々なチャリティ活動を行っている。
2020年3月、新型コロナウイルス感染拡大防止のため、社会福祉共同募金会や韓国の児童協会など計8か所に3億ウォンを寄付した。6月にはカカオトークの自身のキャラクタースタンプの『ザ・キング:永遠の君主』バージョンを発売し、販売収益金を新型コロナウイルスなど国家的な災難のために全額寄付することを発表。
さらに12月には新型コロナで自宅で過ごす時間が増え児童虐待の発生率が増加したことに伴い、虐待防止や虐待被害者の心理治療や家族関係改善プログラムの支援のため、3カ所の児童保護専門機関に5千万ウォンを寄付した。

## 出演

### テレビドラマ
- 四捨五入（2003年、KBS2）
- ノンストップ 5（2014年、MBC）
- 恋するレシピ（2005年、MBC） - レストラン従業員 役
- 秘密の校庭（2006年、EBS） - パク・ドヒョン 役
- 走れサバ!（2007年、SBS） - チャ・ゴンチャン 役
- アイ・アム・セム（2007年、KBS） - ホ・モセ 役
- 僕にはわからないけど（2008年、MBC） - ミン・オッキ 役
- 花より男子〜Boys Over Flowers（2009年1月5日 - 3月31日、KBS） - ク・ジュンピョ 役　※「F4」の1人。原作の「道明寺 司」にあたる
- 個人の趣向（2010年3月31日 - 5月20日、MBC） - チョン・チノ 役
- シティーハンター in Seoul（2011年5月25日 - 7月28日、SBS） - 主演：イ・ユンソン 役 ※原作の冴羽獠にあたる主人公
- シンイ-信義-（2012年8月13日 - 10月30日、SBS） - チェ・ヨン 役
- 相続者たち-王冠を被ろうとする者、その重さに耐えろ（2013年10月9日 - 12月12日、SBS） - キム・タン 役
- 青い海の伝説（2016年11月16日 - 2017年1月25日、SBS） - ホ・ジュンジェ 役 キム・タムリョン役
- ザ・キング:永遠の君主（2020年4月17日 - 6月6日、SBS） - 主演：イ・ゴン 役
- パチンコ - Pachinko season1（2022年3月25日 - 4月29日、Apple TV+）- 主演：コ・ハンス 役
  - パチンコ - Pachinko season2（2024年8月23日 - 、Apple TV+）[36]
- 星がウワサするから（2025年、tvN）- 主演：コン・リョン 役[37]

### 映画
- うちの学校のET（2008年） - オ・サンフン役
- カン・チョルジュン 公共の敵1-1（2008年） - チョン・ハヨン 役[38]
- 江南1970（2015年） - キム・ジョンテ 役
- バウンティー・ハンターズ（2016年） - イ・サン 役

### バラエティ
- 快楽大本営（2012年、中国湖南衛星放送） ※新年特集で90分スペシャルを放送

## 音楽活動

### シングル
- 2016年 The day
- 2015年 Thank you

### アルバム
- 2013年5月27 1stアルバム「My Everything」発売
- 2014年10月9 2ndアルバム「Song for you」発売

### OST参加
- 2009年 My Everything（花より男子OST）
- 2013 痛い愛（相続者たちOST）

## 受賞歴
- 2009年　KBS演技大賞　新人演技賞（花より男子）
- 2009年　KBS演技大賞　ベストカップル賞（花より男子）
- 2009年　第45回 百想芸術大賞　テレビ部門男性新人演技賞（花より男子）
- 2009年　MTN 放送広告フェスティバル　男性CMモデル賞
- 2010年　MNET 20’s choice awards ホットアクター賞
- 2010年　MBC演技大賞　男性優秀賞’（個人の趣向）
- 2011年　SBS演技大賞　最優秀演技賞（シティーハンター）
- 2011年　SBS演技大賞　10大スター賞（シティーハンター）
- 2011年　SBS演技大賞　最高人気賞（シティーハンター）
- 2012年　GyaO!ストア アワード 海外ドラマ部門賞（個人の趣向）
- 2012年　SBS 演技大賞　10大スター賞（信義）
- 2012年　SBS 演技大賞　ミニシリーズ最優秀演技賞（信義）
- 2013年　中国　第12回星尚大典　アジア最高人気賞
- 2013年　SBS演技大賞　10大スター賞（相続者たち）
- 2013年　SBS演技大賞　最高人気賞（相続者たち）
- 2013年　SBS演技大賞　ベストカップル賞（相続者たち）
- 2013年　SBS演技大賞　ベストドレッサー賞（相続者たち）
- 2013年　SBS演技大賞　中編ドラマ部門　最優秀演技賞（相続者たち）

## 広報大使
- 2009年　ユニセフマラリア退治キャンペーン　LOVE NET　広報大使
- 2009年　エネルギーマイナス愛プラスキャンペーン広報大使
- 2010年　建国大学広報大使
- 2012年　検察庁設置　第4代名誉検事